# Mark Clattenburg
Mark Clattenburg, né le 13 mars 1975 à Consett, est un arbitre anglais de football, débute en 1999 en première division et est international depuis 2006. Il figure dans la liste des arbitres sélectionnés pour l'Euro 2016 en France.

## Carrière
Mark Clattenburg a officié dans des compétitions majeures: 
- Finale de la Coupe de la Ligue anglaise 2011-2012
- Jeux olympiques de 2012 (3 matchs dont la finale)
- Supercoupe de l'UEFA 2014
- Finale de la Ligue des champions 2015-2016
- Finale de la Coupe d'Angleterre 2015-2016
- Euro 2016 (4 matchs dont la finale)
- Coupe du monde de football ConIFA 2018 (3 matchs dont la finale)